# 722 Frieda
722 Frieda è un asteroide della fascia principale. Scoperto nel 1911, presenta un'orbita caratterizzata da un semiasse maggiore pari a 2,1717304 UA e da un'eccentricità di 0,1447341, inclinata di 5,63771° rispetto all'eclittica.
Il suo nome è in onore di Frieda Hillebrand, nipote dell'astronomo austriaco Edmund Weiss.